# Cienfuegosia gerrardii
Cienfuegosia gerrardii là một loài thực vật có hoa trong họ Cẩm quỳ. Loài này được (Harv.) Hochr. mô tả khoa học đầu tiên năm 1902.